# Tricorynus imitans
Tricorynus imitans är en skalbaggsart som beskrevs av White 1965. Tricorynus imitans ingår i släktet Tricorynus och familjen trägnagare. Inga underarter finns listade i Catalogue of Life.